# Bruno Zincone
Bruno Zincone est un réalisateur et monteur français né en 1944.

## Biographie
Dans les années 1970 Bruno Zincone est monteur en chef pour Raymond Depardon (notamment le documentaire 1974, une partie de campagne sur la campagne présidentielle de Valéry Giscard d'Estaing, attirant l'attention de Depardon sur l'intérêt de l'alternance temps fort/temps faible,), Pierre Barouh, Pierre Unia ou Jean-Marie Pallardy. 
Bruno Zincone réalise deux films produits par Alain Siritzky : en 1985, il dirige pour le grand écran l'adaptation de Gros Dégueulasse, la bande dessinée de Reiser avec Maurice Risch et Valérie Mairesse. En 1988, il signe la réalisation du sixième opus des aventures d'Emmanuelle, tourné au Venezuela avec Natalie Uher dans le rôle-titre. Il doit quitter le tournage après six semaines, alors qu'il n'avait tourné que quarante-cinq minutes utiles. La production remplace Bruno Zincone par Jean Rollin qui termine le film après avoir retouché le scénario.
Bruno Zincone se consacre ensuite au montage.

## Filmographie

### Réalisateur
- 1982 : Bactron 317 ou L'espionne qui venait du show coréalisé avec Jean-Claude Strömme
- 1985 : Gros Dégueulasse
- 1988 : Emmanuelle 6

### Monteur
- 1973 : Député 73, documentaire de Jean-Paul Savignac
- 1974 : 1974, une partie de campagne, documentaire de Raymond Depardon
- 1975 : Le Pied ! (Un Emploi définitif) de Pierre Unia
- 1977 : Le Ricain de Jean-Marie Pallardy, Sohban Kologlu et Stepan Melikyan
- 1979 : Une femme spéciale de Jean-Marie Pallardy
- 1979 : Bactron 317 ou L'espionne qui venait du show  de Bruno Zincone et Jean-Claude Strömme
- 1979 : Amoureuses volcaniques de Jean-Marie Pallardy
- 1979 : Le Divorcement de Pierre Barouh
- 1980 : Les Borsalini de Michel Nerval
- 1981 : Trois filles dans le vent de Jean-Marie Pallardy
- 1982 : Une Histoire dérisoire de Michel Campioli
- 1982 : Les Chômeurs en folie de Georges Cachoux
- 1984 : Vivre pour survivre de Jean-Marie Pallardy
- 1984 : Le Cheval de fer, court métrage d'animation de Gérald Frydman et Pierre Levie
- 1993 : Emmanuelle au 7ème ciel de Francis Leroi
- 1995 : Noir comme le souvenir de Jean-Pierre Mocky
- 1999 : Les Agneaux, téléfilm de Marcel Schüpbach
- 2009 : Kill for Love de Jean-Marie Pallardy (sorti en vidéo)